# 2020年代にデビューしたプロレスラー一覧
2020年代にデビューしたプロレスラー一覧は、2020年（令和2年）から2029年（令和11年）までの10年間にデビューしたプロレスラーの一覧である。

## 2020年(令和2年)
- 1月
  - 汐凛セナ（4日）
  - 小笠原泰良（11日）
- 2月
  - 桜井まい（11日）
- 3月
  - 岡谷英樹（20日）
  - チチャリート・翔暉（25日）
  - 金子夏穂（28日）
- 4月
  - ジョーダン・ヒートリー（4日）
- 5月
  - 石川奈青（4日）
- 6月
  - 永尾颯樹（6日）
  - 菊田円（6日）
  - 藤川翔（6日）
  - 神代 龍也（27日）
  - HELLBROS Ken（27日）
- 7月
  - 松房龍哉（5日）
  - 海樹リコ（13日）
  - 宮本もか（23日）
- 8月
  - 真白優希（9日）
  - 大空ちえ（10日）
  - 三浦亜美（14日）
- 9月
  - 綾部蓮（2日）
  - 月山和香（6日）
- 10月
  - 矢野安崇（28日）
- 11月
  - 神姫楽ミサ（11日）
  - YuuRI （11日）
  - 柳川澄樺（11日）
  - レディ・C（14日）
  - カノン（22日）
- 12月
  - 今井礼夢（7日）
  - SHINGO（7日）
  - 小嶋斗偉（27日）

## 2021年(令和3年)
- 1月
  - 遠藤有栖 （4日）
- 2月
  - 中島佑斗（14日）
- 3月
  - 松永準也（11日）
  - 日力源太（11日）
  - ファイヤー勝巳（19日）
  - SEKIYA（19日）
- 4月
  - 高鹿佑也（11日）
  - 吉田和正（29日）
- 5月
  - 荒井優希（4日）
  - Aoi（29日）
  - NATSUMI （30日）
- 6月
  - 鳥喰かや （6日）
  - 斉藤ジュン（9日）
  - 斉藤レイ（9日）
- 7月
  - 福田茉耶（1日）
  - 咲蘭（4日）
  - 塚本竜馬（22日）
  - 星野良（22日）
- 8月
  - ケンイチ（8日）
  - イルシオン（21日）
  - エル・ユニコーン（21日）
  - 大岩陵平（24日）
  - 藤田晃生（24日）
- 9月
  - 夕張源太（2日）
  - 十文字アキラ（2日）
  - 緑野アミサ（2日）
  - ちゃんよた（14日）
  - 佐藤大地（17日）
  - 飯橋理貴（20日）
  - ISHIN（20日）
- 10月
  - 石田有輝（12日）
  - ミノリータ（24日）
- 11月
  - 松下楓歩（13日）
  - キク（13日）
  - 藤原拓磨（27日）
  - 布田龍（27日）
  - 佐藤翔也（28日）

## 2022年(令和4年)
- 1月
  - 井上凌 (2日)
  - Himiko (23日)
- 2月
  - 酒井博生 (3日)
- 3月
  - アレス (6日)
  - 大坂丈一郎
  - 天咲光由 (11日)
  - 長野じゅりあ (19日)
- 4月
  - 秦野友貴（2日）
  - 美蘭（29日）
- 5月
  - 山谷林檎（5日）
- 6月
  - 望月ジュニア（3日）
  - しのせ愛梨紗（26日）
- 7月
  - MAXI（9日）
  - イッセー杉原（9日）
  - ケンスケ（9日）
  - A.R.A（9日）
  - MIKA（9日）
- 8月
  - 一寸蒼天（11日）
  - 正田壮史（14日）
  - 川松真一朗（20日）
  - 永野海斗（21日）
- 9月
  - 西川拓馬（8日）
  - エチカ・ミヤビ（14日）
  - 四ツ葉ミヤ（15日）
  - 小澤大嗣（15日）
  - 安齊勇馬（18日）
- 10月
  - フワちゃん（23日）
  - 須見和馬（23日）
- 11月
  - Hiroshi the MJ（2日）
  - 一颯（4日）
  - 宮入将義（4日）
  - HisokA（4日）
  - フライング・ペンギン（4日）
  - ヒロ・イイジマ（4日）
  - オスカー・ロイべ（20日）
  - 佐野蒼嵐（23日）
  - シドニー昌太スティーブンス（27日）
- 12月
  - 海乃月雫[1]（4日）
  - 加藤良輝（6日）
  - 中村宗達 (27日)

## 2023年(令和5年)
- 1月
  - 朱鷺裕基 (1日)
  - 上原わかな (4日)
  - HIMAWARI (4日)
  - 愛い姫 (29日)
- 3月
  - 柳内大貴 (2日)
  - 稲葉あずさ (3日)
  - 鈴木志乃 (6日)
  - 凍雅 (6日)
  - 風城ハル (18日)
  - 大久保琉那 (18日)
  - 夢咲あむ (19日)
  - HANAKO (26日)
  - さくらあや (25日)
  - 星野友明 (25日)
  - Chi Chi (31日)
  - サニー (31日)
  - ZONES (31日)
- 4月
  - ボルチン・オレッグ (2日)
  - 田中きずな (2日)
  - 炎華 (2日)
  - 瑠希也 (5日)
- 5月
  - ちぃたん (3日)
  - リアラ (5日)
  - ゆづき (14日)
  - 茶色 (14日)
  - 桐生健豊 (14日)
  - サマス (14日)
  - 佐藤洋平 (14日)
  - COCO（21日）
- 6月
  - KEITA（23日）
  - chou・chou（25日）
- 7月
  - 瀬戸ノノカ（5日）
  - 赤間"AKM"直哉（17日）
- 8月
  - 皇耀（6日）
  - 丸森レア（9日）
  - YUNA（9日）
  - 芭奈子（13日）
  - Lily（13日）
  - 芦田美歩（26日）
  - 小池真優香（26日）
  - 花屋ユウ（26日）
  - 藤滝明日香（26日）
  - 古川奈苗（26日）
  - 南ゆうき（26日）
- 10月
  - 香藤満月（8日）
  - マコトユマ（8日）
- 11月
  - ボンバータツヤ（10日）
  - グラディオ（10日）
  - ビクトリア弓月（17日）
  - 嘉藤匠馬（21日）
  - 村島克哉（21日）
  - キャサリン（21日）
- 12月
  - 玖麗さやか（25日）
  - 八神蘭奈（25日）
  - 志真うた（29日）
  - 愛鷹力（30日）

## 2024年(令和6年)
- 1月
  - 佐々木憂流迦（2日）
  - 横浜そう太（13日）
  - ソイ（28日）
- 2月
  - みず葉（4日）
  - 七瀬千花（3日）
  - 武知海青（25日）
- 3月
  - 高見汐珠（3日）
  - キラ・サマー（3日）
  - 奏衣エリー（13日）
  - 鈴木翼（17日）
  - 中村大夢（22日）
  - 湯本亜美（31日）
- 4月
  - 三宅豪（4日）
  - 三輪マーロン翔太（7日）
  - 五十鈴（18日）
  - ユーク・カガトビ（18日）
  - 光芽ミリア（21日）
- 5月
  - マチョ・ギャローズ（5日）
  - 緋彩ませ（6日）
  - ジャンボ井上（10日）
  - 谷綿ヒヨリ（30日）
- 7月
  - 若菜きらり（14日）
- 8月
  - 助川蓮（20日）
  - Miyuna（23日）
  - 広海カホ（31日）
- 9月
  - 小田嶋大樹（14日）
- 10月
  - 長尾一大心（22日）
- 11
  - 浜辺纏（16日）

## 2025年(令和7年)
- 1月
  - 山岡聖怜（3日）
  - 鉄アキラ（25日）
  - 姫ゆりあ（26日）
  - Chika（29日）
- 5月
  - 心希（24日）
- 6月
  - 小夏れん（1日）